# Вахняк Євген Дмитрович
Євге́н Дми́трович Вахня́к (4 грудня 1912,  Надвірна, Надвірнянський повіт, Станіславівський округ, Королівство Галичини та Володимирії, Австро - Угорщина — 17 вересня 1998, Львів, Україна)  — український хоровий диригент, педагог, композитор, заслужений артист УРСР (1954), народний артист України (1992), професор.

## Біографія

### Дитинство
Народився 4 грудня 1912 року в м. Надвірна в сім'ї священика. Батько, о. Дмитро, мав гарний голос, грав на скрипці та керував дитячим церковним хором. Мати, Мінодора, з родини Майковських, теж гарно співала і грала на фортепіано, часто виступала в концертах, акомпануючи батькові-скрипалеві та іншим виконавцям. Вона стала першою Євгеновою вчителькою музики.

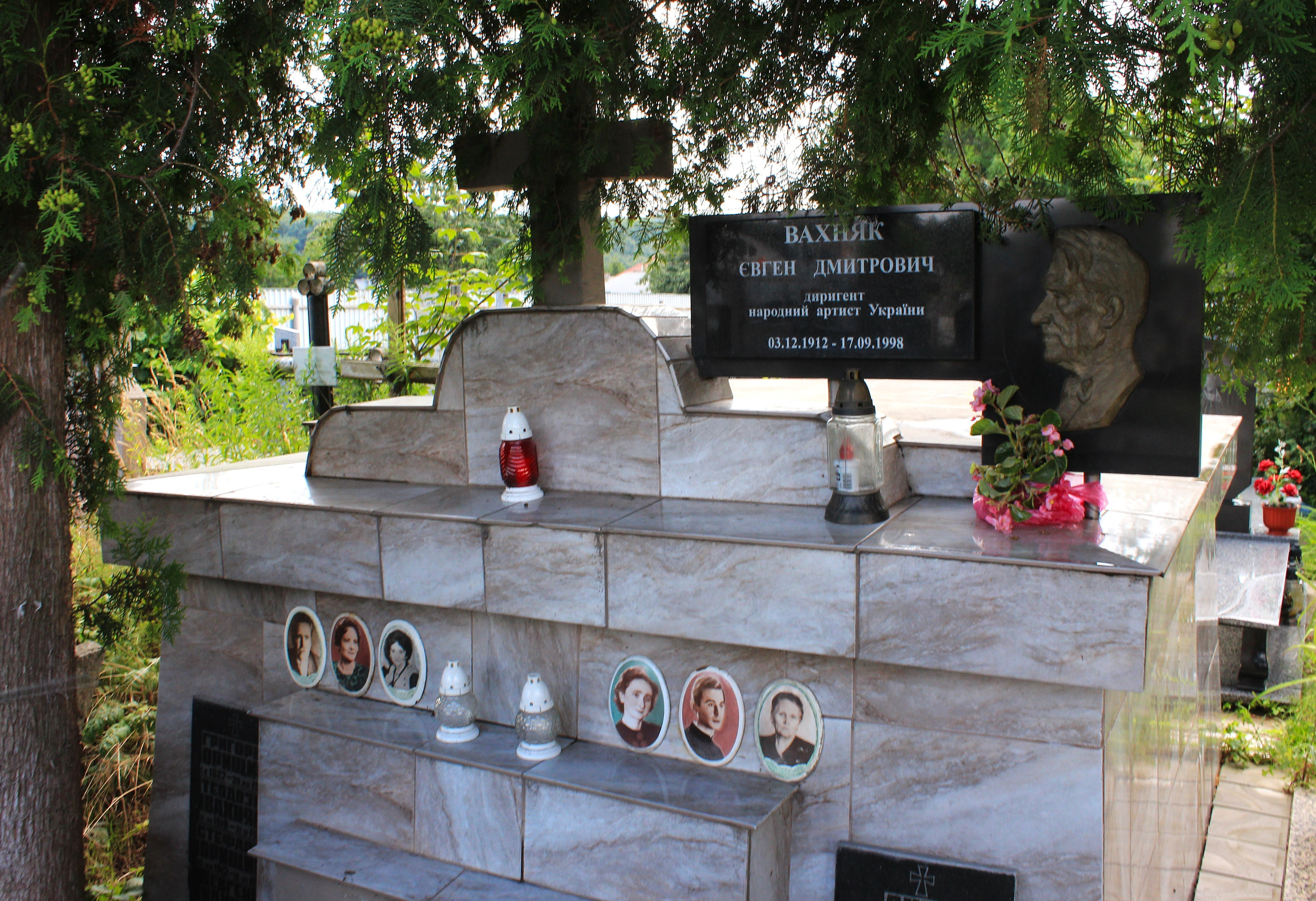
Гробниця, у якій похований народний артист України, диригент Євген Вахняк.

### Роки навчання
У 1923 році після закінчення початкової школи почав навчання в Коломийській гімназії. Тут разом із загальноосвітніми дисциплінами Євген вивчав німецьку, латинську і грецьку мови, а крім того теорію музики і сольфеджіо, співав у гімназійному хорі, брав уроки гри на скрипці. В хорі, маючи гарний голос, часто виконував сольні партії, а також допомагав диригентові при розучуванні творів з окремими хоровими партіями.
Відчуваючи в собі необхідний творчий потенціал, Євген Вахняк прагнув здобути професійну музичну освіту та присвятити себе музиці, але його батьки вважали, що юнак мусить мати фах, який би забезпечив його матеріально. Тому, за їх порадою, у 1932 році після закінчення Коломийської гімназії Євген Вахняк вступив на юридичний факультет Люблінського католицького університету. Однак у 1934 році був змушений залишити університет і перейти на навчання до Львівської Богословської академії. Ректором академії на той час був Йосип Сліпий, музику викладав композитор Борис Кудрик, а хором вихованців академії керував товариш Євгена по Коломийській гімназії Василь Якуб'як. В цей самий час у Львівській Богословській академії навчався майбутній глава Української Греко-Католицької Церкви Мирослав Іван Любачівський. На четвертому курсі Євген Вахняк під керівництвом о. доктора Гриньоха почав писати наукову працю на тему: «Чи можливе життя на планетах?». Тоді ж Євгена призначено керівником крилоса, тобто реґентом академічного хору.
У 1936 році, паралельно з навчанням у Львівській Богословській академії, Є. Вахняк почав відвідувати заняття у Вищому музичному інституті імені Миколи Лисенка у Львові. Тут він вивчав музично-теоретичні дисципліни та брав уроки сольного співу у педагога Лідії Улуханової. Юнак володів гарним голосом (драматичним тенором) з широким діапазоном і педагоги пророкували йому кар'єру оперного співака.

### Капела «Трембіта» та Львівська консерваторія
У 1939 році з приходом в Галичину Радянської влади, Євген Вахняк, не маючи можливості далі навчатися у Богословській академії, як один з ентузіастів вступив у новостворену державну хорову капелу «Трембіта» де працював хористом-солістом, а згодом помічником диригента. Дмитро Котко, Петро Гончаров, Олександр Сорока, Микола Колесса — видатні диригенти, що керували капелою «Трембіта», під безпосереднім впливом яких Євген Вахняк формувався як виконавець, як диригент. 
У 1941—1944 роках Є. Вахняк у складі капели перебував в евакуації у Середній Азії. 
Після повернення до Львова, у 1944 році вступив до Львівської державної консерваторії імені Миколи Лисенка, яку закінчив у 1948 році. Вивчав диригування в класі Миколи Колесси, а вокалом займався в класі Соломії Крушельницької. Навчання поєднував з виконанням обов'язків диригента капели «Трембіта».

### Педагогічна та виконавська діяльність
Відразу після закінчення навчання у консерваторії Євген Вахняк розпочав свою педагогічну діяльність. У 1948—1951 роках — завідував музичним циклом, викладав музично-теоретичні дисципліни та керував хором у Львівському педагогічному училищі. У 1951 році перейшов працювати до Львівського музично-педагогічного училища імені Філарета Колесси де викладав диригування, хорові дисципліни (хорознавство, читання хорових партитур, аранжування, методику роботи з хором), організував жіночий та чоловічий хори, керував мішаним студентським хором. У 1956 році почав викладати на диригентському факультеті Львівської державної консерваторії імені Миколи Лисенка.
Того ж 1956 року Є. Вахняк організовує при консерваторії чоловічий хор «Гомін». Маючи в основі репертуару музику галицьких композиторів, цей хор користувався популярністю у львівської публіки. В «Гомоні» співали: Степан Турчак, Іван Гамкало, Олександр Врабель, Володимир Пекар, Михайло Антків, Степан Стельмащук, Богдан Завойський, Іван Небожинський, Микола Попенко, Іван Майчик, Ярослав Базів та ін.
У 1959—1961 роках Є. Вахняк керував хором оперної студії Львівської консерваторії. Брав участь у постановці таких творів: «Ноктюрн» М. Лисенка, «Сотник» М. Вериківського в редакції С. Людкевича, «Вечорниці» П. Ніщинського, «Алєко» С. Рахманінова, «Запорожець за Дунаєм» С. Гулака-Артемовського в редакції С. Людкевича, «Викрадення із Сералю» В. А. Моцарта.
У 1962—1975 роках Євген Вахняк очолював студентський хор Львівської консерваторії. Під його орудою звучали «Magnificat» та «Меса» h-moll Й.-С. Баха, «Stabat Mater» А. Дворжака, «Кавказ» С.«»Людкевича, хорові концерти Д. Бортнянського, М. Березовського, А. Веделя та ін.
Як викладач диригування, Євген Вахняк виховав плеяду видатних дириґентів-хормейстерів, серед яких: народний артист України Андрій Кушніренко, заслужений діяч мистецтв України Володимир Пекар, заслужені артисти України Богдан Дерев’янко та Микола Попенко, заслужений працівник культури України Ярослав Базів,  Роман Сов'як, Михайло Бурбан, Володимир Головко. 
Кожен, хто знав особисто Євгена Дмитровича відзначав його інтелігентність, порядність, тактовність, уважність до оточуючих. Усіх дивувала його феноменальна пам'ять. Будучи людиною широкої ерудиції, своїми знаннями він щедро ділився з учнями. Євген Вахняк любив і знався на живописі, архітектурі, поезії, сам писав вірші та музику, володів німецькою, польською, грецькою, латинською, староєврейською, французькою і англійською мовами. Часто полюбляв цитувати афоризми давніх мудреців. Улюбленою його фразою-настановою у спілкуванні зі студентами була: «Per aspera ad astra».
Народний артист України, професор Київської Національної музичної академії Павло Муравський так сформулював своє подання до урядових інстанцій щодо відзначення заслуг Євгена Вахняка: «Знаю Вахняка Євгена Дмитровича, як фахівця високого рівня професіоналізму, як музиканта-художника у виконанні хорових творів, як надзвичайно чуйну людину. Найкращі людські якості Євгена Дмитровича я мав змогу спостерігати протягом багатьох років, працюючи разом з ним в державній заслуженій капелі «Трембіта». Із всіх хормейстерів, з якими мені доводилося працювати в колективах «Трембіти» і «Думки», про Євгена Дмитровича у мене залишились найкращі спогади. Євген Дмитрович майстерно володіє диригентською технікою, що дає йому можливість глибоко і змістовно інтерпретувати різні хорові твори. Євген Дмитрович людина високої культури, з добрим характером. За всі ці якості його дуже цінують і поважають співаки в різних колективах. Гадаю, що Є. Д. Вахняк заслуговує високої відзнаки уряду України за свою мистецьку майстерність і діяльність».

### Керівник заслуженої хорової капели України «Боян»
Ще під час навчання у Львівській консерваторії, у 1947 році Євген Вахняк очолив невеликий аматорський хоровий колектив, який з часом став заслуженою хоровою капелою України «Боян» Будинку культури працівників зв'язку, якою він керував до останніх днів життя. З цим колективом Є. Вахняк пов'язував свої найвищі мистецькі здобутки, неодноразово, ставав лауреатом багатьох фестивалів та конкурсів, виступав на радіо та телебаченні, здійснив запис грамплатівки (1971), гастролював в Україні, Литві, Латвії, Єстонії, Росії, Польщі, Югославії. В капелі під його орудою співали: С. Турчак, І. Гамкало, А. Кушніренко, Т. Микитка, І. Жук, М. Дуда, М. Попенко, Б. Завойський, І. Небожинський, О. Кураш, Р. Сов'як, М. Бурбан, Я. Базів, М. Процев'ят, Я. Крилошанська, Н. Кос, З. Демцюх, В. Яциняк та ін.
Востаннє Євген Вахняк диригував на публіці зведеним хором під час урочистого відкриття пам'ятника Тарасові Шевченку у Львові 25 серпня 1992 р.
Помер  17 вересня 1998 року. Похований на Кривчицькому цвинтарі.

## Творча спадщина
У мистецькому та педагогічному доробку Євгена Вахняка ряд музикознавчих та методичних праць, оригінальні хорові твори та переклади для хору, обробки народних пісень, солоспіви та декілька творів для фортепіано.

## Список творів

### Музикознавчі та методичні праці
- «Олександр Сорока» (К., 1975) — монографія.
- «Хорове аранжування» (К.: Музична Україна, 1977) — підручник.
- «Історія хорового мистецтва» — навчальний курс.
- «Хор – школа співака» — методичний посібник.
- «Як працювати над хоровими творами a capella» — методичний посібник.

### Оригінальні вокально-хорові твори
- «Підлисся» (сл. М. Шашкевича).
- «Над Бугом» (сл. М. Шашкевича).
- «Шельвах» (сл. Ю. Федьковича).
- Вокально-хорова сюїта на сл. Б.-І. Антонича.
- Кантата «В золотих загравах» (сл. Р. Братуня та Є. Вахняка).
- Кантата «Любов до вітчизни» (сл. Т. Одудька).
- «Голубий шлях» (сл. Є. Долматової).

### Обробки для хору
- «В полі, в полі плужок оре».
- «Чи є, чи нема пан господар дома».
- «Червона калина у гору ся вила».
- «Ніч яка місячна».
- «Мила, тобі на добраніч шлю».
- «Накрила нічка» (сл. і муз. Р.. Купчинського).
- «Ой, у полі три криниченьки».
- «Заходит сонечко».
- Віночок закарпатських пісень: «Тече вода каламутна», «Іванку-Іванку», «Серед села дичка», «Коли тоту команицю сіяли», «Ой Марічко, чичері», «Фраєрочко, щось думала».

### Переклади для хору
- М. Лисенко «Ой джиґуне, джиґуне» (з солоспіву на хор),
- Ф. Надененко (мелодія Остапенка) «Хусточка червона» (з солоспіву на хор),
- Д. Задор «Журавлі» (з солоспіву на хор),
- В. Соловйов-Сєдой «Матроські ночі» (на чоловічий хор),
- В. Соловйов-Сєдой «Пора в путь-дорогу» (на чоловічий хор),
- П. Чайковський «Неаполітанська пісня» (український текст і переклад для хору),
- І. Михайлюк «Черемшина» (з солоспіву на хор);

### Твори для голосу з фортепіано
- «Пісня» (солоспів з фортепіано).
- «Зелений явір» (сл. І.Франка).
- «Соловейковий спів» (вокаліз).
- «Сім струн» (сл. Лесі Українки).
- «Сніжинки», «Чарки», «Ой скажи чому ті доріженьки» (усі на сл. Б.-І. Антонича).

### Твори для фортепіано
- Увертюра.
- Три варіації.

## Вшанування пам'яті

Ювілений конверт до 100-ліття від дня народження Євгена Вахняка

- Після смерті Євгена Вахняка заслужена хорова капела України «Боян» Львівського Будинку культури працівників зв'язку, якою він керував понад 50 років, носить ім'я свого багаторічного керівника — заслужена хорова капела України «Боян» імені Євгена Вахняка.
- В Музеї історії Надвірнянщини створена експозиція, пов'язана з життям і творчістю Євгена Вахняка.
- 4 грудня 2012 року у Надвірній з нагоди 100-ліття від дня народження Євгена Вахняка було здійснено погашення пам'ятного конверта і поштової марки (за проєктом «Власна марка»).
- 15 грудня 2012 року на фасаді Будинку культури працівників зв'язку на вул. Японській, 9 у Львові встановлено художньо-меморіальну таблицю Євгену Вахняку (скульптори Іван Самотос та Олександр Гончарук).